# Sammy Betancourt
Sammy Betancourt (21 de febrero de 1946, Viejo San Juan, Puerto Rico) es un baloncestista y entrenador de Puerto Rico. 

## Inicios
Desde muy temprana edad se dedicó a jugar al baloncesto en la YMCA, que antiguamente estaba localizada donde ahora se ubica el Comité Olímpico de Puerto Rico. A los doce años comenzó a destacarse en la YMCA en San Juan bajo la tutela de Millin Romero y representó a Puerto Rico en los torneos de Little Guys. 
Desde la temprana edad de 12 años trabajo en la propia YMCA. Estuvo a cargo de las clases de natación y salvamento y ayudó a Millin a desarrollar los primeros equipos de baloncesto de la YMCA.
Participó en diferentes categorías juveniles, incluyendo la Primera Categoría. En 1966 debutó en la Liga de Baloncesto Superior Nacional de Puerto Rico con los Santos de San Juan.

## Como baloncestista
Fue un gran anotador de tiros de campo y uno de los tiradores más eficiente de tiro libre, sobrepasando el 90% de efectividad. Fue el primer anotador de dicha liga que paso las cifras de los 700 puntos, siendo así el mejor anotador en tres temporadas: 1972 (726 puntos), 1975 (724 puntos) y 1976 (702 puntos). En la década de los ’60 y ’70 participó con la Selección Nacional de Puerto Rico en dos Juegos Centroamericanos y dos Panamericanos. En 1972 fue seleccionado jugador número 13 de la Selección Nacional que representó a Puerto Rico en Múnich, (Alemania). Se retiró en 1985 como jugador de los Criollos de Caguas. Participó en 17 temporadas. A lo largo de su carrera jugó con los equipos de San Juan, Guaynabo y Caguas.
En su carrera anotó 6.233 puntos, un porcentaje de 16.8 por juego, acumuló 343 asistencias, 1.370 rebotes y promedio un 82% desde la línea de tiro libre y 46% en tiros de campo. Sammy participó en el Baloncesto Superior de Puerto Rico cuando no existían los tiros de tres. Fue uno de los primeros baloncestistas en arribar a la mítica cifra de los 5.000 puntos.

## Como entrenador
Luego de su retiro dirigió a Gallitos de Isabela, Polluelos de Aibonito y Mets de Guaynabo. Fue entrenador junto a Miguél Mercado logrando cuatro campeonatos: Morovis (1987), Leones de Ponce (1990), Atléticos de San Germán (1997) y Vaqueros de Bayamón. Con David Rosario en los Capitanes de Arecibo llegó a subcampeón (2007) y campeón (2008). Cabe destacar que el 7 de octubre de 2012 Betancourt fue exaltado al Pabellón de la Fama del Deporte Puertorriqueño.
Actualmente (2013) sigue como técnico de baloncesto en las ligas menores y juveniles, dirigiendo escuelas en Sabanera, Dorado y Santa Rita, Vega Alta.
- Datos: Q7409708